# 双涧镇
双涧镇，是中华人民共和国安徽省亳州市蒙城县下辖的一个乡镇级行政单位。

## 行政区划
双涧镇下辖以下地区：
双涧村、赵巷村、老集村、周庙村、魏圩村、王楼村、杨圩村、高皇村、李寨村、随寨村、路南村、贾井村、马洼村、王湾村、郭湾村和东岳村。